# Kóstas Mountákis
Kóstas Mountákis (grec moderne : Κώστας Μουντάκης, alias Μουντόκωστας), né le 10 février 1926 à Mylopotamos (Crète) et mort le 31 janvier 1991 , est un musicien grec.

## Style de musique
Kóstas Mountákis a popularisé la musique traditionnelle crétoise, principalement avec la lyra, instrument à cordes frottées de l'île de Crète et la plus populaire des formes survivantes de la lyre byzantine médiévale.

## Biographie
Les parents de Kóstas Mountákis sont issus du village de Kallikratis (Sfakia). Son frère aîné, Nikistratos, jouait également de la lyra.
Mitsos Kaffatos, l'un des meilleurs musiciens de Rethymnon à l'époque, fut son tuteur.
Il est considéré avec Nikos Xylouris et Thanassis Skordalos (en) comme l'un des joueurs de lyra les plus représentatifs de Crète.